# Zapadnopomeransko vojvodstvo
Zapadnopomeransko vojvodstvo (poljski: województwo zachodniopomorskie) je jedno od 16 poljskih administrativnih jedinica - vojvodstava. Ustanovljeno je 1999. godine. Sjedište vojvodstva je Szczecin.

## Gradovi i općine
Vojvodstvo uključuje 62 grada i općine, ovdje poredanih prema broju stanovnika iz 2006. godine.
| 1. Szczecin (410.809) 2. Koszalin (107.783) 3. Stargard Szczeciński (70.534) 4. Kołobrzeg (44.794) 5. Świnoujście (40.899) 6. Szczecinek (38.756) 7. Police (34.284) 8. Wałcz (26.140) 9. Białogard (24.339) 10. Goleniów (22.448) 11. Gryfino (21.478) 12. Nowogard (16.745) 13. Gryfice (16.702) 14. Choszczno (15.753) 15. Świdwin (15.637) 16. Darłowo (14.380) 17. Barlinek (14.156) 18. Dębno (13.903) 19. Złocieniec (13.377) 20. Sławno (13.314) 21. Pyrzyce (12.642) 22. Myślibórz (11.867) 23. Drawsko Pomorskie (11.465) 24. Łobez (10.617) 25. Trzebiatów (10.113) 26. Kamień Pomorski (9.134) 27. Połczyn-Zdrój (8.572) 28. Chojna (7.187) 29. Czaplinek (6.933) 30. Sianów (6.543) 31. Karlino (5.794) | 32. Międzyzdroje (5.436) 33. Wolin (4.878) 34. Bobolice (4.446) 35. Resko (4.377) 36. Borne Sulinowo (4.224) 37. Płoty (4.142) 38. Lipiany (4.124) 39. Kalisz Pomorski (3.989) 40. Barwice (3.838) 41. Mieszkowice (3.553) 42. Chociwel (3.285) 43. Maszewo (3.073) 44. Węgorzyno (3.011) 45. Recz (2.995) 46. Polanów (2.967) 47. Dziwnów (2.949) 48. Golczewo (2.724) 49. Pełczyce (2.698) 50. Mirosławiec (2.633) 51. Trzcińsko-Zdrój (2.496) 52. Dobrzany (2.420) 53. Drawno (2.399) 54. Człopa (2.390) 55. Biały Bór (2.127) 56. Dobra (2.028) 57. Ińsko (2.001) 58. Tuczno (1.965) 59. Cedynia (1.653) 60. Moryń (1.570) 61. Suchań (1.446) 62. Nowe Warpno (1.170) |

## Administrativna podjela
Zapadnopomeransko vojvodstvo je podijeljeno na 21 kotar (okrug, poljski: powiat): 3 grada s pravima kotara i 18 zemljišnih kotara, a oni su potom podijeljeni na 114 općina (poljski: gmina).
| Naziv (poljski naziv)                  | Površina (km²) | Populacija (2006.) | Sjedište             | Ostali gradovi                                       | Ukupno općina (poljski: gmina) |
| Gradski kotari                         |                |                    |                      |                                                      |                                |
| Szczecin                               | 301            | 410.809            |                      |                                                      | 1                              |
| Koszalin                               | 84             | 107.783            |                      |                                                      | 1                              |
| Świnoujście                            | 197            | 40.899             |                      |                                                      | 1                              |
| Zemljišni kotari                       |                |                    |                      |                                                      |                                |
| Stargard (kotar) powiat stargardzki    | 1.520          | 119.402            | Stargard Szczeciński | Chociwel, Dobrzany, Ińsko, Suchań                    | 10                             |
| Gryfino (kotar) powiat gryfiński       | 1.870          | 82.813             | Gryfino              | Chojna, Mieszkowice, Trzcińsko-Zdrój, Cedynia, Moryń | 9                              |
| Goleniów (kotar) powiat goleniowski    | 1.617          | 78.738             | Goleniów             | Nowogard, Maszewo                                    | 6                              |
| Szczecinek (kotar) powiat szczecinecki | 1.765          | 77.232             | Szczecinek           | Borne Sulinowo, Barwice, Biały Bór                   | 6                              |
| Kołobrzeg (kotar) powiat kołobrzeski   | 726            | 76.089             | Kołobrzeg            |                                                      | 7                              |
| Myślibórz (kotar) powiat myśliborski   | 1.182          | 67.412             | Myślibórz            | Barlinek, Dębno                                      | 5                              |
| Police (kotar) powiat policki          | 664            | 64.147             | Police               | Nowe Warpno                                          | 4                              |
| Koszalin (kotar) powiat koszaliński    | 1.669          | 64.087             | Koszalin *           | Sianów, Bobolice, Polanów                            | 8                              |
| Gryfice (kotar) powiat gryficki        | 1.018          | 60.773             | Gryfice              | Trzebiatów, Płoty                                    | 6                              |
| Drawsko (kotar) powiat drawski         | 1.764          | 58.073             | Drawsko Pomorskie    | Złocieniec, Czaplinek, Kalisz Pomorski               | 6                              |
| Sławno (kotar) powiat sławieński       | 1.044          | 57.643             | Sławno               | Darłowo                                              | 6                              |
| Wałcz (kotar) powiat wałecki           | 1.415          | 54.639             | Wałcz                | Mirosławiec, Człopa, Tuczno                          | 5                              |
| Choszczno (kotar) powiat choszczeński  | 1.328          | 50.066             | Choszczno            | Recz, Pełczyce, Drawno                               | 6                              |
| Świdwin (kotar) powiat świdwiński      | 1.093          | 48.920             | Świdwin              | Połczyn-Zdrój                                        | 6                              |
| Białogard (kotar) powiat białogardzki  | 845            | 48.241             | Białogard            | Karlino                                              | 4                              |
| Kamień (kotar) powiat kamieński        | 1.007          | 47.604             | Kamień Pomorski      | Międzyzdroje, Wolin, Dziwnów, Golczewo               | 6                              |
| Pyrzyce (kotar) powiat pyrzycki        | 726            | 39.931             | Pyrzyce              | Lipiany                                              | 6                              |
| Łobez (kotar) powiat łobeski           | 1.066          | 38.232             | Łobez                | Resko, Węgorzyno, Dobra                              | 5                              |
| * sjedište nije dio kotara             |                |                    |                      |                                                      |                                |